# 2001년 6월
| 2001년: 1월 · 2월 · 3월 · 4월 · 5월 · 6월 · 7월 · 8월 · 9월 · 10월 · 11월 · 12월 |

| <          | 2001년 6월 | 2001년 6월 | 2001년 6월 | 2001년 6월  | 2001년 6월    | >          |
| 일         | 월         | 화         | 수         | 목          | 금            | 토         |
|            |            |            |            |             | 1 윤4.10 을미 | 2 11 병신  |
| 3 12 정유  | 4 13 무술  | 5 14 기해  | 6 15 경자  | 7 16 신축   | 8 17 임인     | 9 18 계묘  |
| 10 19 갑진 | 11 20 을사 | 12 21 병오 | 13 22 정미 | 14 23 무신  | 15 24 기유    | 16 25 경술 |
| 17 26 신해 | 18 27 임자 | 19 28 계축 | 20 29 갑인 | 21 5.1 을묘 | 22 2 병진     | 23 3 정사  |
| 24 4 무오  | 25 5 기미  | 26 6 경신  | 27 7 신유  | 28 8 임술   | 29 9 계해     | 30 10 갑자 |

| 편집하기 |

## 2001년6월 11일
- 미국 오클라호마 연방청사 테러범 티모시 맥베이에 대한 사형이 집행되었다.

## 2001년6월 1일
- 네팔의 수도 카트만두에서 네팔 왕실 대학살 사건이 발생하였다.